# Meßnerschlag
Meßnerschlag ist ein Gemeindeteil des Marktes Wegscheid und eine Gemarkung im niederbayerischen Landkreis Passau.
Das Straßendorf liegt nahe der österreichischen Grenze.

## Geschichte
Der Ort im ehemaligen Hochstift Passau fiel bei der Säkularisation 1803 mit dem größten Teil des hochstiftischen Gebietes an Erzherzog Ferdinand von Toskana und kam erst 1805 an Bayern. Im Zuge der Verwaltungsreformen im Königreich Bayern entstand mit dem Gemeindeedikt von 1818 die Gemeinde Meßnerschlag mit den Orten Frickenhammer, Kramerschlag, Lacken, Meßnerschlagerwaide, Puffermühle, Richtermühle, Waldlmühle und Wührhügel. Am 1. Januar 1972 wurden die bis dahin selbständigen Gemeinden Kasberg, Meßnerschlag und Möslberg nach Wegscheid eingegliedert. Am 1. Juli 1972 kamen Eidenberg, Thalberg und Thurnreuth hinzu. Wildenranna folgte am 1. Mai 1978.